# Kostel Narození Panny Marie (Nové Město nad Metují)
Kostel Narození Panny Marie v Novém Městě nad Metují je barokní chrám, součást bývalého kláštera milosrdných bratří, se kterým je chráněn jako kulturní památka České republiky.

## Historie kostela
Původně zde stával městský hřbitov s kostelíkem. Po smrti bratra Vojtěcha z Pernštejna převzal panství v roce 1534 jeho bratr Jan. Ten poblíž hřbitova založil první městský špitál. Původní kostelík nevyhovoval špitálním potřebám. Byl proto za držení města pány ze Stubenberku zbořen a na jeho místě byla zahájena výstavba nového většího kostela. Stubenberkové byli luteráni a tak i nový kostel byl stavěn jako protestantský. Jeho výstavba se však vlekla. Teprve po deseti letech byl kostel v roce 1597 zaklenut. V roce 1690 přistavěli novoměstští měšťané ke kostelu loretánskou kapli jako dík za to, že se mor, řádící tehdy v Čechách, vyhnul jejich městu. V roce 1692 tehdejší majitel panství Jakub Leslie založil při kostele obytnou budovu pro Milosrdné bratry, v níž měl být i špitál s deseti lůžky. První vikář se dvěma bratry dorazil z Vídně v roce 1696. Obytná budova byla přestavěna a rozšířena na konvent s lékárnou. Když byl konvent se špitálem dokončen, přestal potřebám Milosrdných bratří vyhovovat kostel. V roce 1757 se tedy rozhodli, že kostel zboří a postaví na jeho místě kostel opět nový a větší. V letech 1767 až 1769 byl tak vystavěn dnešní kostel Narození Panny Marie.

### Loretánská kaple
Loretánská kaple (Santa Casa), původně přistavěná roku 1680 ke zrušenému hřbitovnímu kostelíku, byla po výstavbě věže a nového kostela začleněna do areálu kláštera. Byl jí ponechán samostatný vstup věží z ulice, a to v ose čelního portálu kaple. Raně barokní, pravoúhle profilovaný portál tohoto vstupu je zakončen piniovou šiškou uvnitř trojúhelníkového frontonu. Vstup do kaple s letopočtem 1680, který se nachází ve věži, přestal být používán. Bočními vstupy je přímé spojení kaple s klášterním ambitem na jihu a s chodbou, která spojuje nemocnici s novým kostelem na severu.

## Zajímavost
Za příbuznými do Nového města jezdíval Bedřich Smetana. 15. srpna 1840 o pouti ve zdejším kostele, tehdy šestnáctiletý Bedřich, hrál houslové sólo při mši svaté. Zpěvem jej doprovázela jeho sestřenice a první velká láska Louisa Smetanová, pro kterou stejný rok složil známou Louisinu polku.